# Ludwig Vogler
Ludwig Vogler (1849 Hinterbrühl – 10. nebo 20. prosince 1922 Vídeň) byl rakouský právník a politik německé národnosti z Dolních Rakous, na počátku 20. století poslanec Říšské rady.

## Biografie
Byl advokátem ve Vídni. Angažoval se i politicky. Zasedal ve vídeňské obecní radě.
Působil i jako poslanec Říšské rady (celostátního parlamentu Předlitavska), kam usedl ve volbách roku 1901 za kurii městskou v Dolních Rakousích, obvod Vídeň, II. okres. Ve volebním období 1901–1907 se uvádí jako Dr. Ludwig Vogler, dvorní a soudní advokát.
V roce 1901 kandidoval za Německou pokrokovou stranu. Byl předsedou volebního výboru Německé pokrokové strany ve Vídni. Patřil mezi hlavní postavy liberálního politického proudu ve Vídni.
Zemřel v prosinci 1922 ve věku 74 let.